# Ermita del Cristo de los Doctrinos
La Ermita Universitaria del Santísimo Cristo de los Doctrinos de Alcalá de Henares es arquitectura popular, del más puro barroco castellano. Posee una recoleta capilla, en la que se puede contemplar la talla del Cristo de los Doctrinos, obra manierista del jesuita Domingo Beltrán, además de una excelente colección de arte religioso de los siglos XVI y XVII.
En 1942 fue declarado monumento inmueble del patrimonio histórico español. En el registro de Bienes de Interés Cultural consta con el código: RI-51-0001113.

## Historia

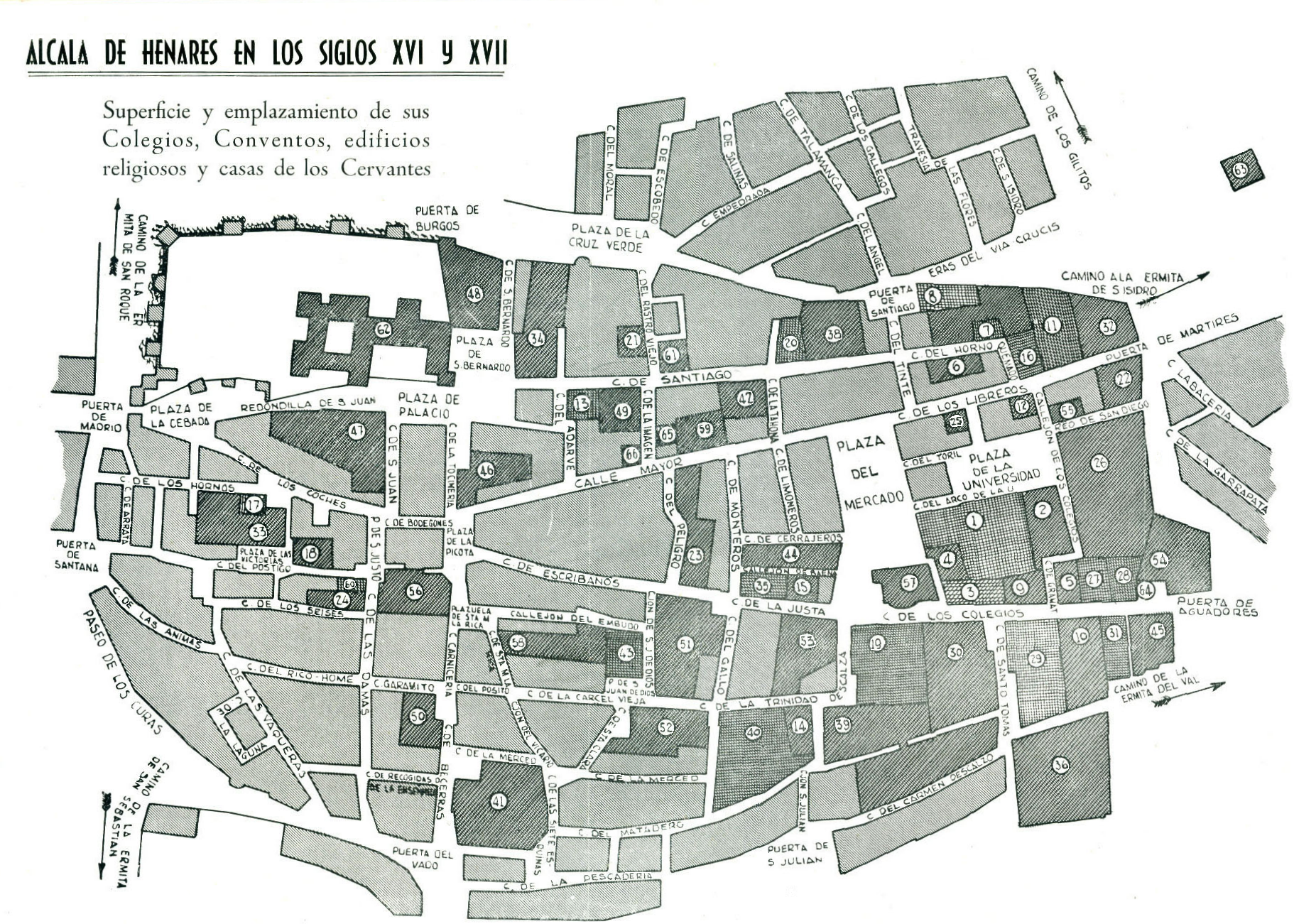
Ermita situada en el nº 64 de este plano de los siglos y.

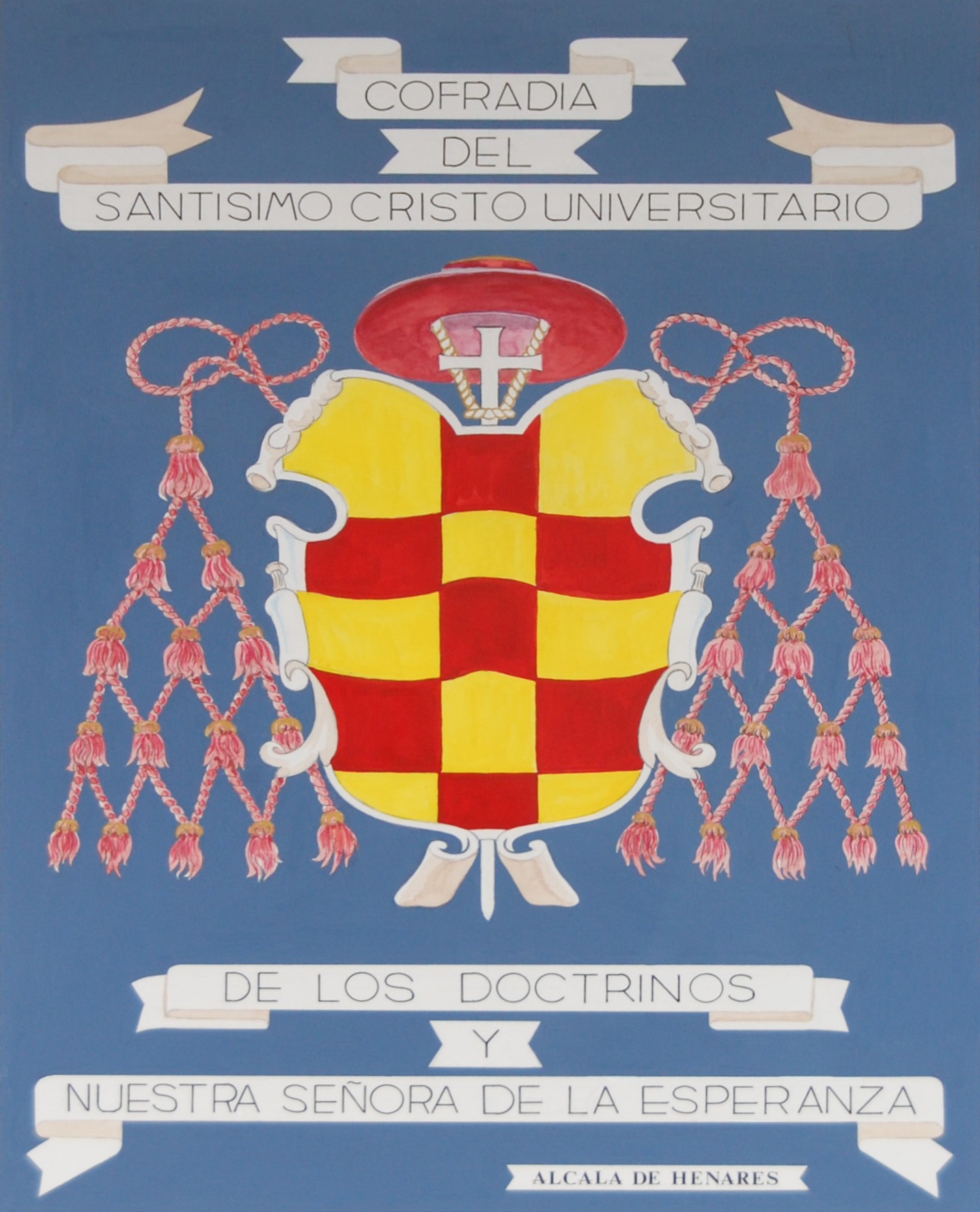
Escudo de la Cofradía del Cristo de los Doctrinos.

En 1225 se construyó el oratorio de El Cristo de la Misericordia, dedicado a una imagen encontrada al final de la calle Roma (actual calle de los Colegios) de Alcalá de Henares.
Durante el siglo XVI se edificó la actual ermita. En 1581 el licenciado Juan López de Ubeda, sacerdote toledano que enseñaba teología en la Universidad de Alcalá, funda un Seminario de niños de la Doctrina Cristiana. Comenzando su labor docente en las antiguas edificaciones del llamado Corral de Mataperros, actual jardín de la ermita de los doctrinos, desalojadas por los jesuitas 34 años antes. Allí usaba como motivación de sus lecciones una imagen de Jesús crucificado, que muy pronto fue popularmente conocido como Cristo de los Doctrinos.
Los estudiantes de la Universidad de Alcalá tomaron por costumbre encomendar ayuda a dicho Cristo para sus exámenes, por lo que se la empezó a llamar ermita universitaria.
Según la tradición, en esta ermita explicaron doctrina cristiana y rudimentos de religión San José de Calasanz y San Ignacio de Loyola, y por allí pasaron los más fervorosos oradores sagrados de la Universidad Cisneriana. El 1 de septiembre de 1660 se fundó la Cofradía del Santísimo Cristo de los Doctrinos, con sede en esta ermita.

## Edificio
Edificación con muros de carga construidos en cajetones de ladrillo rellenos de mampuesto al estilo del aparejo toledano, típico del barroco madrileño. En la fachada principal aparecen un reloj de sol con la inscripción "HOMO VELUT UMBRA FUGIT", un pequeño campanario, dos ventanas con rejas, dos escudos armeros del Cardenal Cisneros, y dos puertas.
Formado por una doble crujía: la de la iglesia, cuya planta es una nave cubierta con falsa bóveda de lunetos apoyada en una cornisa decorativa y con crucero abierto con cúpula esquifada; y la de la sacristía. Adosados hacia el norte de este cuerpo arquitectónico, se encuentra un patio (conocido como Corral de Mataperros) y una vivienda.

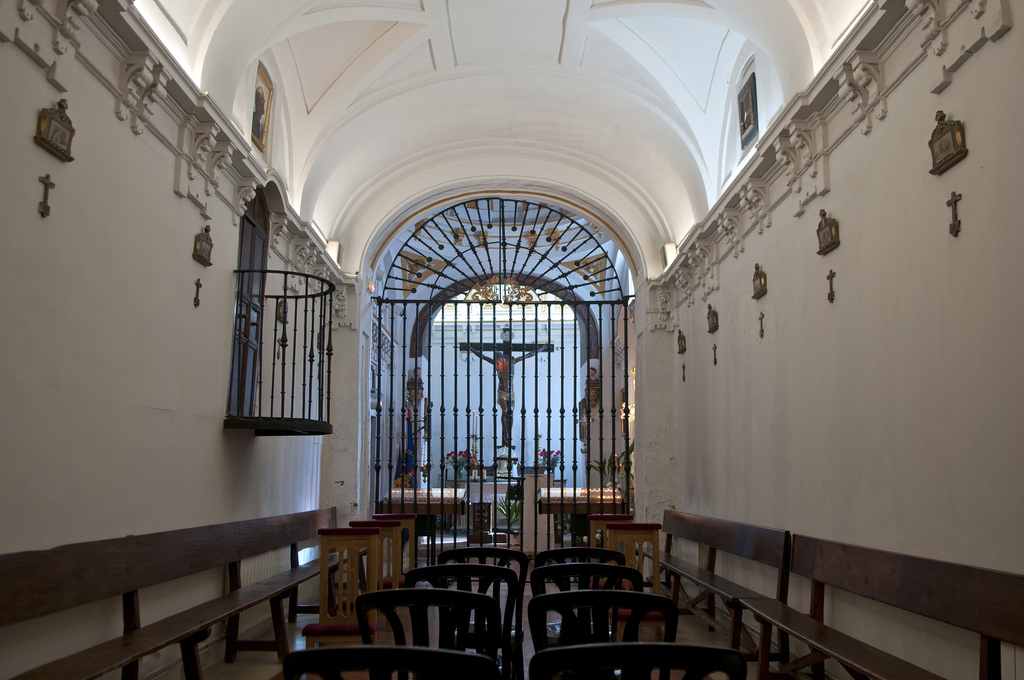
Interior de la iglesia.

El crucero está cubierto por una cúpula esquifada separado de la nave por una reja de dos hojas, compuesta por 20 barrotes, instalada en 1721. En el mismo existe una hornacina en la que se encuentra una imagen de Nuestra Señora de la Esperanza, y una puerta de acceso a la sacristía. Entre la capilla mayor y el crucero se abre un arco de grueso trasdós en el que existieron pinturas murales del siglo XVIII con temas relativos a la Pasión, hoy desaparecidas.
Toda la decoración artística del santuario tiene como eje la talla del Cristo de los Doctrinos, que preside la capilla mayor en el Camarín del Santísimo Cristo.
En la capilla mayor puede verse empotrado, en el muro del evangelio, el sepulcro renacentista de Doña Catalina de Gamboa y Mendoza. Sobre la lápida aparece la estatua orante de alabastro de dicha dama, ricamente ataviada a la moda de fines del siglo XVI, y a su derecha, también empotrado en la pared, su escudo de armas con yelmo y cimera.
Abiertas en el muro de la epístola y protegidas con rejas acristaladas se encuentran dos hornacinas que contienen diversas reliquias, como las de San Asturio, San Vidal, San Diego de Alcalá, San Félix de Alcalá y un Lignum Crucis.

## Tallas
- Santísimo Cristo de los Doctrinos

Es la escultura titular, de esmerada confección y sobria factura, tallada en madera entre 1587 y 1590. Juan López de Úbeda la encargó al escultor jesuita Domingo Beltrán, discípulo de Miguel Ángel. Está esculpida en madera americana denominada satín, semejante al nogal, al que supera en dureza, haciéndola muy resistente a los agentes degradantes, lo que ha facilitado su conservación hasta nuestros días. El cabello y la corona de espinas son de ébano, y toda la figura aparece de color marrón oscuro, natural de la madera, sin policromar.
- Nuestra Señora de la Esperanza

Imagen cotitular de la Cofradía desde 1945. Es una talla en madera atribuida a Juan Giner Masegosa. Acompaña al Cristo de los Doctrinos en su salida procesional del Jueves Santo.